# Landkreis Altenkirchen
Landkreis Altenkirchen är ett distrikt i Rheinland-Pfalz, Tyskland. Genom distriktet går motorvägen A3.
1. 1 2  GeoNames, 2005, Geonames-ID: 3247456, läs online och läs online.[källa från Wikidata]